# Burg Poppenbach
Die Burg Poppenbach ist eine abgegangene mittelalterliche Turmhügelburg (Motte) etwa 180 Meter südwestlich der Ortsmitte von Poppenbach, einem heutigen Ortsteil der Marktgemeinde Colmberg im Landkreis Ansbach in Bayern.
Poppenbach erscheint zuerst 1317 als Lehen des Bistums Würzburg im Besitz des Ministerialengeschlechts der Esel. Nachdem Seitz Esel von Poppenbach geächtet worden war, wurde das Lehen 1328 an die Reichsküchenmeister von Nordenberg vergeben. 1340 veräußerten diese ihre Güter und ihre Burg zu Poppenbach mit Gräben und Bauhof an Burkhard von Seckendorff. Danach wurde die Burg in den Schriftquellen nicht mehr erwähnt. Sie dürfte somit schon im Spätmittelalter abgegangen sein.
Von der Motte sind oberflächlich keine Spuren mehr zu erkennen. 1968 war noch ein 1,50 m hoher Rest des Turmhügels mit ca. 20 m Basisdurchmesser erhalten. Umgeben war er von einem 7–8 m breiten Graben mit 7 m breitem Außenwall. Da damals im Westen noch ein weiteres Grabenstück erkennbar war, ist es möglich, dass der Turmhügel ursprünglich mit einer doppelten Wall-Graben-Anlage befestigt war.